# Uke-Mochi
Uke Mochi (保食神, "Dea che possiede cibo") è una divinità del cibo e della fertilità nella religione shintoista del Giappone.
Presente nel mito del Kamiumi (神産み), la storia della nascita degli dèi giapponesi, compare come figlia di Izanami e Izanagi, divinità della creazione e della vita. Nota anche come Ōgetsuhime-no-kami(大宜都比売神, "La grande divinità del cibo"), è collegata alla fertilità, al parto, alla morte e alla rinascita.

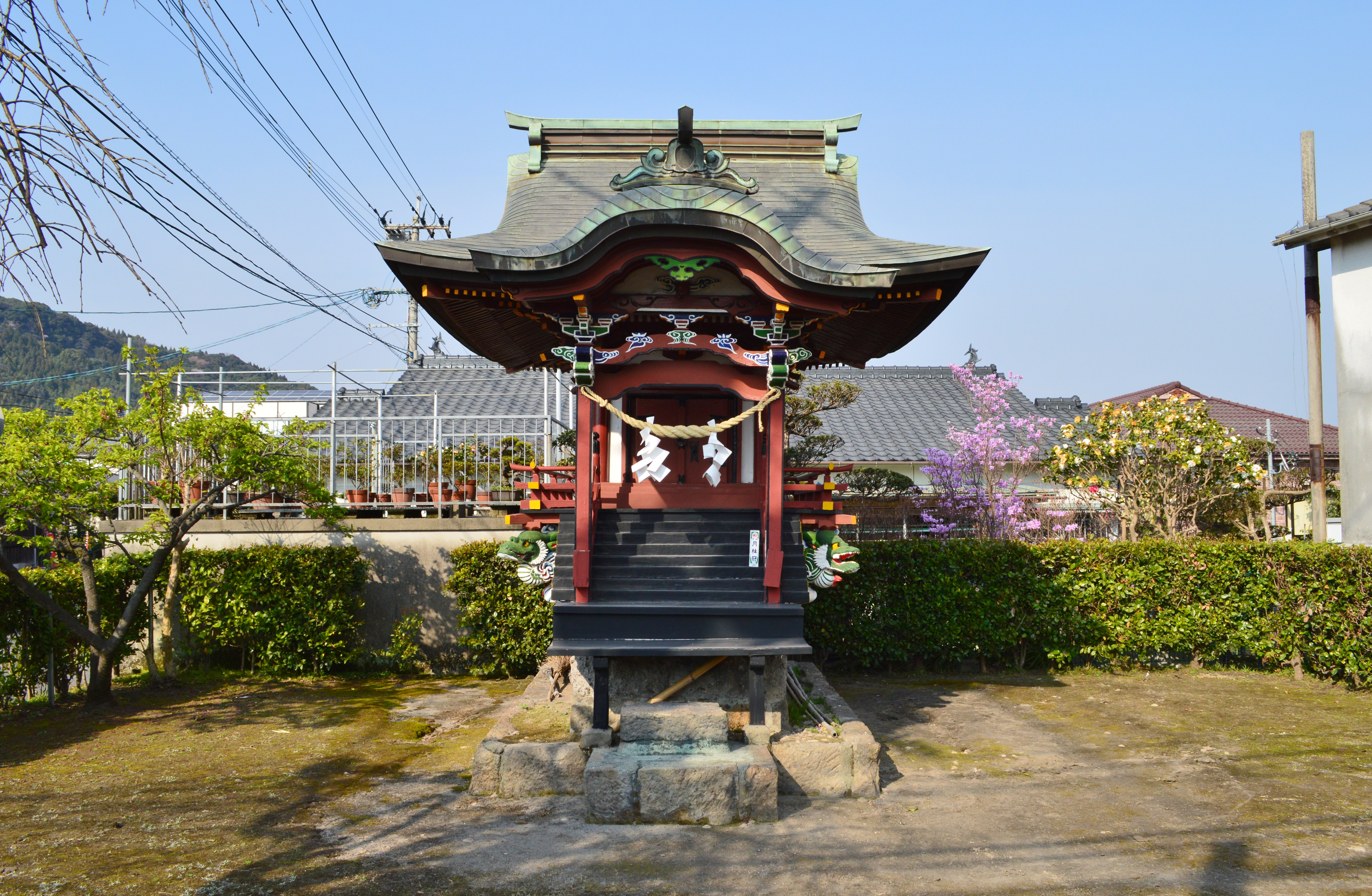
Santuario dedicato a Uke-Mochi, a Kagoshima

Secondo la mitologia giapponese, Uke-mochi produceva gli alimenti per la dèa del sole Amaterasu, in modo che lei potesse usarli come semi per far crescere rigogliosi i propri campi.

## Il mito
Secondo il Nihon Shoki, un giorno Uke-Mochi fu visitata sulla terra dal dio della luna Tsukuyomi, sotto richiesta di Amaterasu. La divinità del Sole voleva assicurarsi che Uke-Mochi stesse adempiendo al suo dovere di creare e produrre alimenti. La dèa si mostrò subito ospitale e gentile, e dimostrò il suo impegno mostrandosi capace di far nascere diverse cibarie:  come prima cosa fece fuoriuscire dalla bocca del riso bollito, del pesce e delle alghe. Inoltre produsse ulteriore cibo dal naso e dall’ano. Tsukuyomi si ritenne offeso dal gesto, e la uccise all’istante.
La morte però non fermò la dèa dalla sua produttività: dalla testa inerme nacquero cavalli e buoi, bachi da seta dalle sopracciglia, miglio dalla fronte, riso dallo stomaco, grano e fagioli dai genitali.

## Simbologia
L'immagine di Uke-Mochi viene anche spesso confusa e attribuita a un'altra importante divinità shinto, Inari, divinità del riso e della prosperità. Come divinità androgina,  Inari possiede la caratteristica di rappresentare, allo stesso tempo, sia il maschile che il femminile; raffigurano così, entrambe, divinità femminili e materne del cibo e del nutrimento, ed è per questa ragione che vengono spesso associate.
Uke-mochi potrebbe anche essere un altro nome della divinità Toyouke-Ōmikami, ancella di Amaterasu, anch'essa divinità femminile di abbondanza e fertilità.
Poiché, secondo le leggende, Uke-Mochi era in grado di produrre cibo dal proprio corpo anche una volta defunta, viene considerata una divinità dema. Questo termine indonesiano indica un essere sovrannaturale mitico dal quale corpo, una volta ucciso, nascono alimenti importanti come vegetali e carni, rendendo il proprio sacrificio vitale per i popoli da cui viene pregato.